# Argyrophora variabilis
Argyrophora variabilis är en fjärilsart som beskrevs av Krüger. Argyrophora variabilis ingår i släktet Argyrophora och familjen mätare. Inga underarter finns listade i Catalogue of Life.